# Andrei Murariu
Andrei Murariu (ur. 17 lutego 1986 w Bârladzie) – rumuński szachista, arcymistrz od 2006 roku.

## Kariera szachowa
W 1998 r. zdobył w Mureck brązowy medal mistrzostw Europy juniorów do lat 12, natomiast w 2004 r. w Obrenovacu – również brązowy w ME juniorów w szachach szybkich (w kategorii do lat 18). Poza tym jest trzykrotnym medalistą drużynowych mistrzostw Europy juniorów do lat 18: złotym (2002), srebrnym (2004) i brązowym (2003). W roku 2007 zadebiutował w reprezentacji Rumunii na drużynowych mistrzostwach Europy w Iraklionie.
Pierwszą normę arcymistrzowską wypełnił w roku 2003, kolejne w latach 2004 i 2006 (wszystkie na turniejach rozegranych w Bukareszcie). Oprócz tego sukcesy odniósł m.in. w Techirghiolu (2001, I m.), Gałaczu (2005, dz. II m. za Mariusem Manolache i Władysławem Niewiedniczym), Budapeszcie (2005, turniej First Saturday-GM, dz. I m. wspólnie z Davidem Berczesem), Băile Felix (2007, dz. I m. wspólnie m.in. z Alinem Berescu i Mariusem Manolache) oraz w Eforie Nord (2007, I m.).
Najwyższy ranking w dotychczasowej karierze osiągnął 1 listopada 2012 r., z wynikiem 2529 punktów zajmował wówczas 9. miejsce wśród rumuńskich szachistów.